# Hemiprosopa
Hemiprosopa is een geslacht van vlinders van de familie grasmineermotten (Elachistidae).

## Soorten
- H. albella (Chambers, 1877)